# Aysenia segestrioides
Aysenia segestrioides är en spindelart som beskrevs av Ramírez 2003. Aysenia segestrioides ingår i släktet Aysenia och familjen spökspindlar. Inga underarter finns listade.